# Drljanovac
Drljanovac is een plaats in de gemeente Nova Rača in de Kroatische provincie Bjelovar-Bilogora. De plaats telt 285 inwoners (2001).